# Musée zoologique de la ville de Strasbourg
Le Musée zoologique de la ville de Strasbourg présente des collections de zoologie appartenant à la Ville de Strasbourg. Longtemps géré par du personnel universitaire, il fait aujourd'hui partie intégrante du réseau des musées de la Ville de Strasbourg. Il est situé boulevard de la Victoire à proximité du campus historique de l'université de Strasbourg.
Fermé pour travaux depuis septembre 2019, le musée rouvre ses portes le 19 septembre 2025.

## Histoire
Le musée est né du rachat en 1804, par la Ville de Strasbourg, de la totalité des collections d'histoire naturelle de Jean Hermann (1738-1800), médecin et naturaliste local. Ces collections sont d'abord exposées dans l'appartement d'Hermann, avant d'être déménagées en 1818 dans les bâtiments du Grand Séminaire, derrière la cathédrale. Leur entretien est confié à l'Académie de Strasbourg (université) pour ouvrir un musée d'histoire naturelle.
Avec la guerre franco-prussienne, Strasbourg devient la capitale du Reichsland d'Alsace-Lorraine. En 1872, l'Université est refondée sur le modèle disciplinaire déjà mis en œuvre par Wilhelm von Humboldt à Berlin. Elle se voit confier les collections scientifiques, qui sont alors réparties entre les différentes facultés (zoologie, botanique, paléontologie, géologie, minéralogie). Seules les collections de zoologie vont demeurer la propriété de la ville, qui cède les autres domaines à l'Université. En 1893, le musée zoologique ouvre ses portes au sein du nouveau bâtiment de l'Institut de Zoologie.
En 2010, le musée se dote de la première ostéothèque du nord-est de la France.

## Projet de rénovation
Le musée a fermé au public le 22 septembre 2019 à l'issue des Journées Européennes du Patrimoine. Trois années de travaux étaient prévues pour rénover l'établissement,, la réouverture est désormais annoncée pour 2025. Le montant des travaux s'élève à 13 millions d'euros.
La rénovation, portée par l'Université en collaboration avec la Ville de Strasbourg, s'inscrit dans le cadre du Plan Campus. Elle permet la mise aux normes de sécurité et d'accessibilité du bâtiment. Le projet insiste sur la mise en valeur de l'esprit du lieu, et la lisibilité des espaces intérieurs.
Le nouveau musée comprendra 2000 mètres carrés de surface d'exposition, auquel s'ajouteront 800 mètres carrés consacrés à l'accueil des publics. Le parcours se déclinera sur trois niveaux, et comprendra des expositions permanentes, semi-permanentes et temporaires.
Depuis octobre 2020 les collections sont conservées au Pole d'étude et de conservation des musées de la Ville de Strasbourg,. Elles seront réinstallées dans le musée à l'issue des travaux de rénovation du bâtiment.

## Collections
Le musée présente des collections riches et variées d'oiseaux, mammifères, invertébrés marins et insectes. Leur histoire, qui tient son origine du cabinet de Jean Hermann, témoigne de l'évolution des savoirs et collectes naturalistes au cours du temps.
La proximité physique et intellectuelle entre le musée et les scientifiques a constitué un levier important d'accroissement des collections. Les relations des directeurs successifs permettent ainsi au musée d'obtenir des spécimens envoyés par le Muséum National d'Histoire Naturelle de Paris, de même que ceux collectés lors des grandes expéditions allemandes des années 1890-1900.
La majorité des collections actuelles du musées datent du 19e siècle, malgré les pertes liées aux bombardements de la Seconde Guerre mondiale. Elles sont composées de taxidermies, de montages en peaux, de préparations ostéologiques et de spécimens séchés ou en fluides.
Ces collections sont complétées par un ensemble de pièces qui s'y rapportent (nids, œufs) et par un fonds d'ouvrages anciens et de modèles pédagogiques. Parmi eux, des modèles en papier mâché du docteur Louis Auzoux, mais surtout ceux en verre réalisés par les frères Blaschka. Cet ensemble de 58 organismes marins constitue une collection unique en France.
Le musée conserve de nombreux types, ainsi que des spécimens précieux, appartenant à des espèces rarement observées, comme le cœlacanthe, ou aujourd'hui disparues, comme le Grand Pingouin, le thylacine ou la tourte voyageuse américaine.

### Les collections
Les collections du musée comptent aujourd'hui plus de 1 200 000 spécimens :
- 900 000 insectes ;
- 200 000 mollusques ;
- 18 000 oiseaux[13] ;
- 10 000 mammifères[13] ;
- 5 000 reptiles et amphibiens[13] ;

Depuis 2013 le musée publie les données portant sur ses collections sur le GBIF.

## Accès
Ce site est desservi par les lignes C, E et F du tramway de Strasbourg, à l'arrêt : Université.

## Galerie

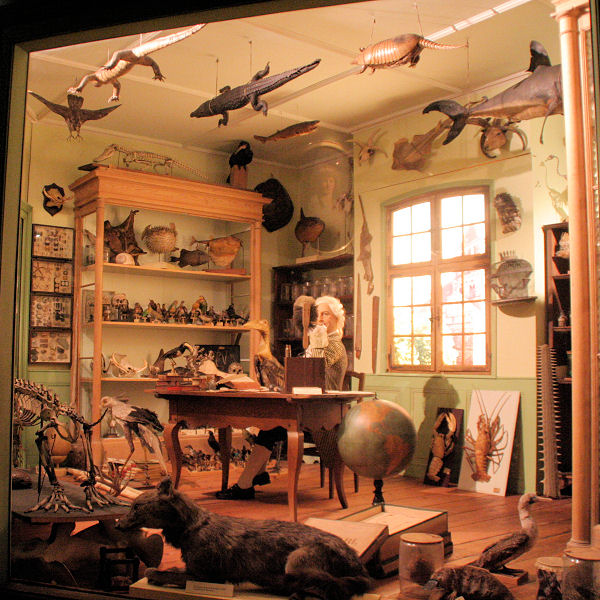
Reconstitution du cabinet d'histoire naturelle de Jean Hermann.
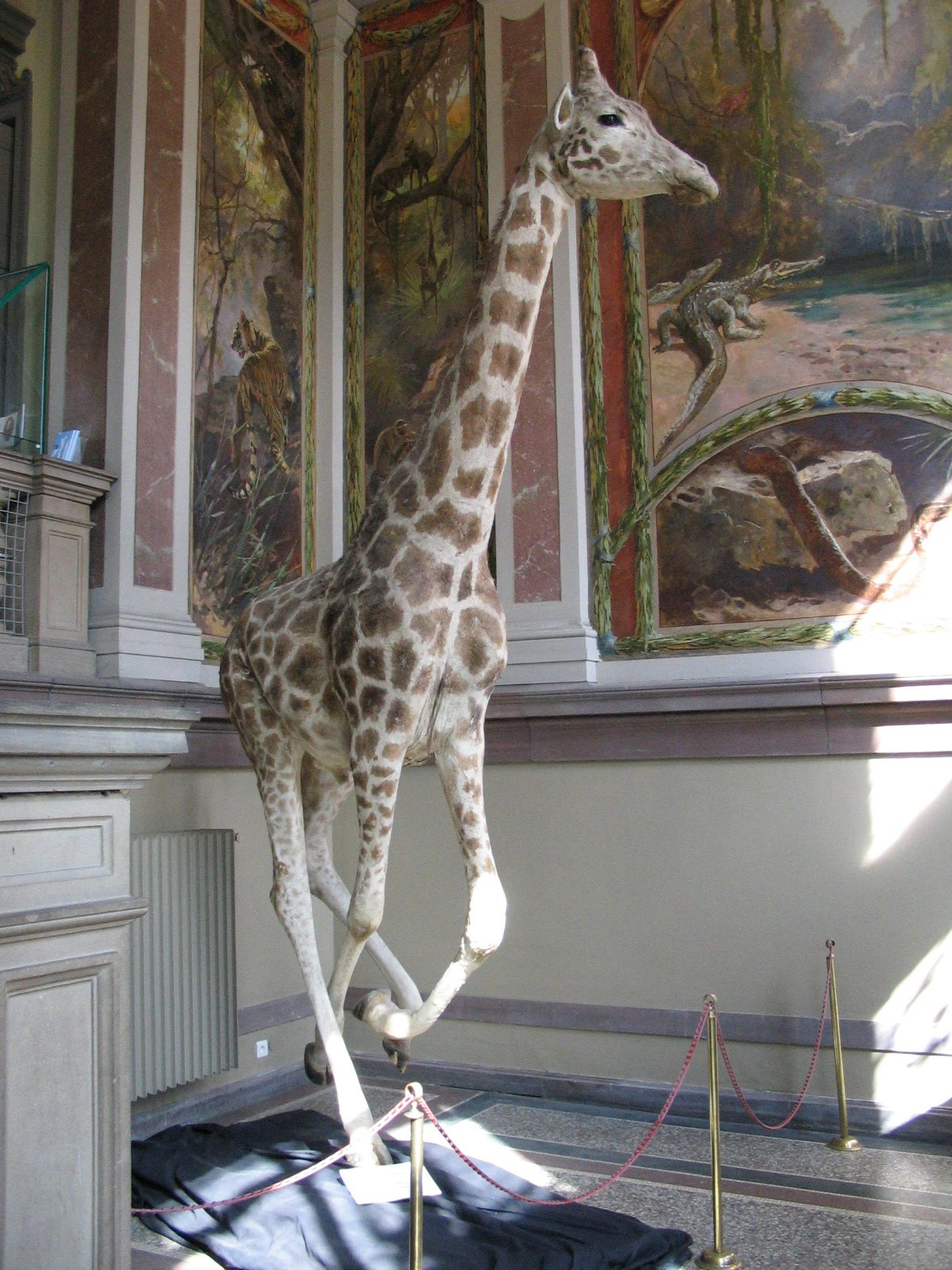
Girafe naturalisée à l'entrée du musée.
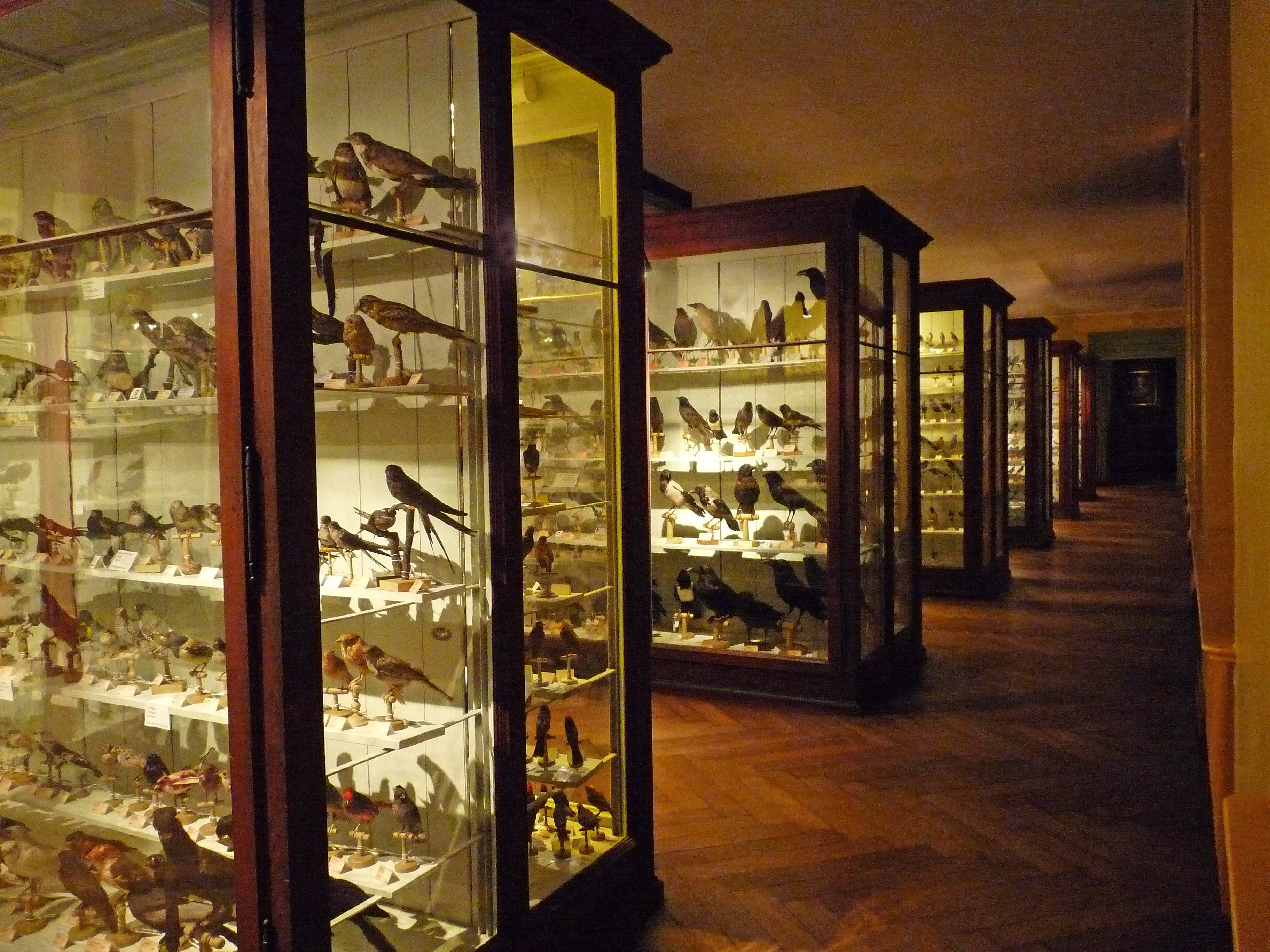
Collections ornithologiques.
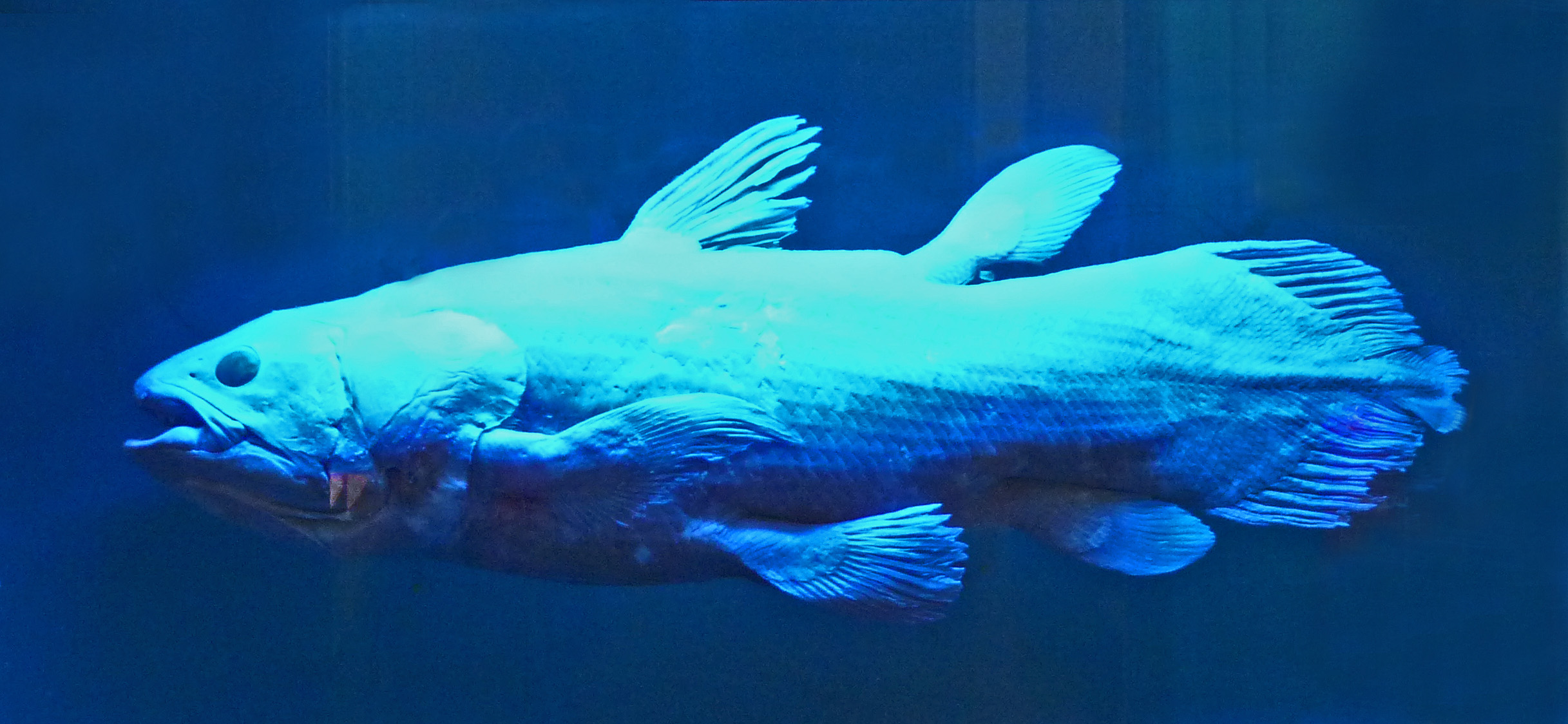
Cœlacanthe Latimeria chalumnae.
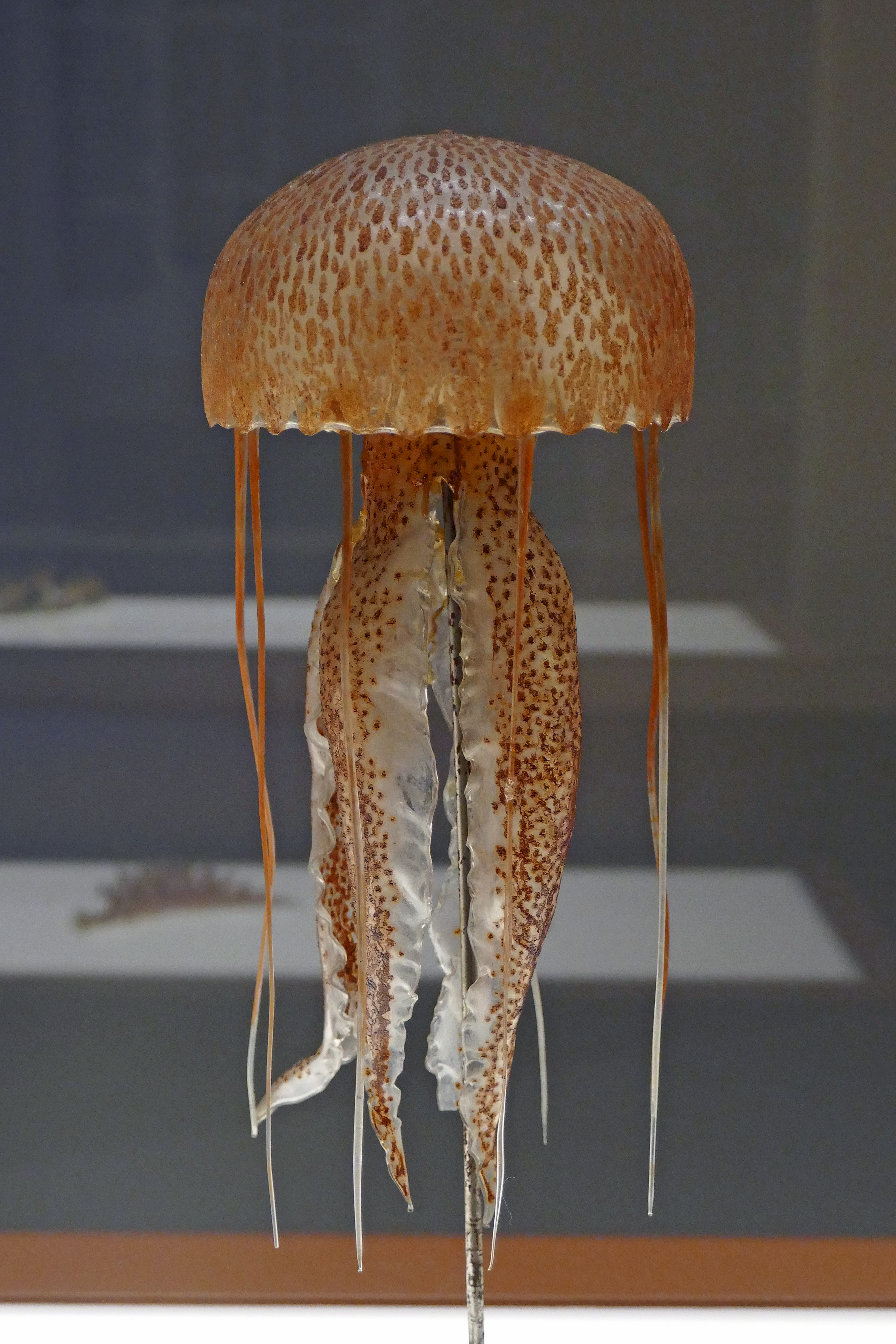
Pelagia noctiluca, modèle en verre de Blaschka.
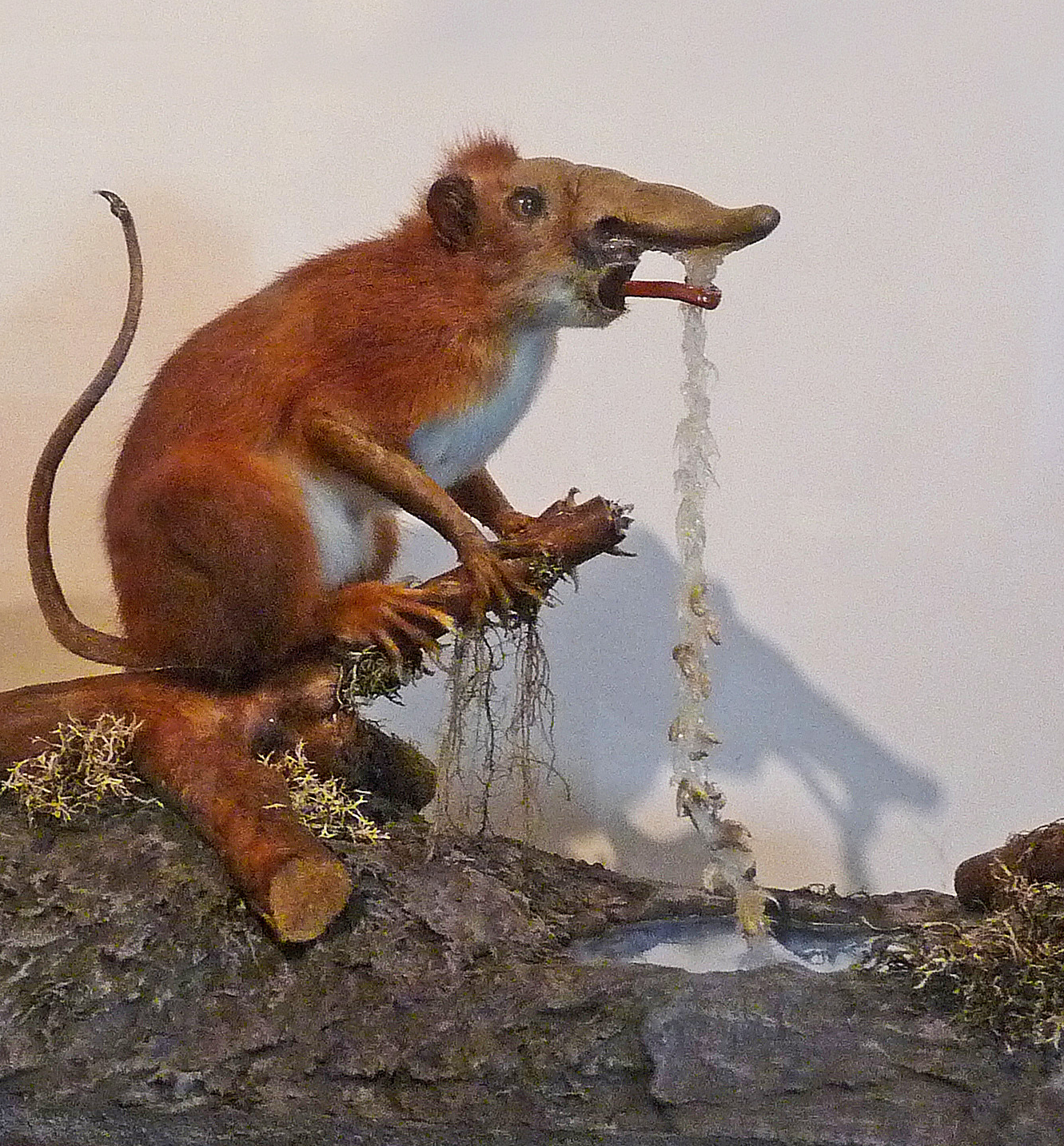
Le Rhinograde Emunctator sorbens au musée zoologique de Strasbourg.

## Fréquentation
| 2001   | 2002   | 2003   | 2004   | 2005   | 2006   | 2007   | 2008   | 2009   | 2010   | 2011   | 2012   | 2013   | 2014   | 2015   | 2016   | 2017   | 2018   |
| ------ | ------ | ------ | ------ | ------ | ------ | ------ | ------ | ------ | ------ | ------ | ------ | ------ | ------ | ------ | ------ | ------ | ------ |
| 50 057 | 42 146 | 35 278 | 43 142 | 31 618 | 36 548 | 38 848 | 42 577 | 48 016 | 37 755 | 32 369 | 33 921 | 32 706 | 23 081 | 35 607 | 40 498 | 40 918 | 41 949 |

## Expositions
- 1999 : « Photographes de nature ».
- 2000 : « Rats ».
- 2000-2001 : « Sucres en corps ».
- 2001 : « Je touche, tu vois, nous découvrons les animaux ».
- 2002 : « L'os vivant, la recherche en direct ».
- 2002 : « L'odyssée des espèces (petite histoire du monde) ».
- 2004 : « Mers et océans ».
- 2004 : « Espèces à suivre ».
- 2004 : « Insula Utopia » (Richard Rak).
- 2006 : « Destins d'animaux, objets et usages d'autrefois ».
- 2008 : « Chroniques zoologiques, 250 ans de collections ».
- 2009 : « Chromamix ».
- 2009 : « ART’ZOO » (exposition collective).
- 2016 : « Lumière, explorer l'impossible ».
- 2017-2018 : « Strasbourg, laboratoire d'Europe, 1880 - 1930 ».

### Filmographie
- Animal museum, film documentaire réalisé par Philippe Poirier et Marie Frering, ADAV, Paris, 2006, 50 min (DVD)